# Vismia jefensis
Vismia jefensis là một loài thực vật có hoa thuộc họ Hypericaceae. Loài này chỉ có ở Panama. Chúng hiện đang bị đe dọa vì mất môi trường sống.